# Rambla de Cervera
Rambla de Cervera är ett periodiskt vattendrag i Spanien.   Det ligger i regionen Valencia, i den östra delen av landet, 300 km öster om huvudstaden Madrid.